# Joãozinho Vieira Có
Joãozinho Vieira Có (* 10. August 1963 in Bijimita, Region Biombo, Portugiesisch-Guinea) ist ein Diplomat und Politiker aus Guinea-Bissau.

## Leben
Có war 2002 für einige Zeit Botschafter in Portugal und wurde am 18. November 2002 als Nachfolger von Filomena Mascarenhas Tipote Außenminister im Kabinett von Premierminister Mário Pires. Am 4. Juli 2003 wurde er in diesem Ministeramt durch Fatumata Djau Baldé abgelöst und übernahm wiederum den Posten als Botschafter in Portugal, den er bis 2006 innehatte.